# Stéphan Elmas

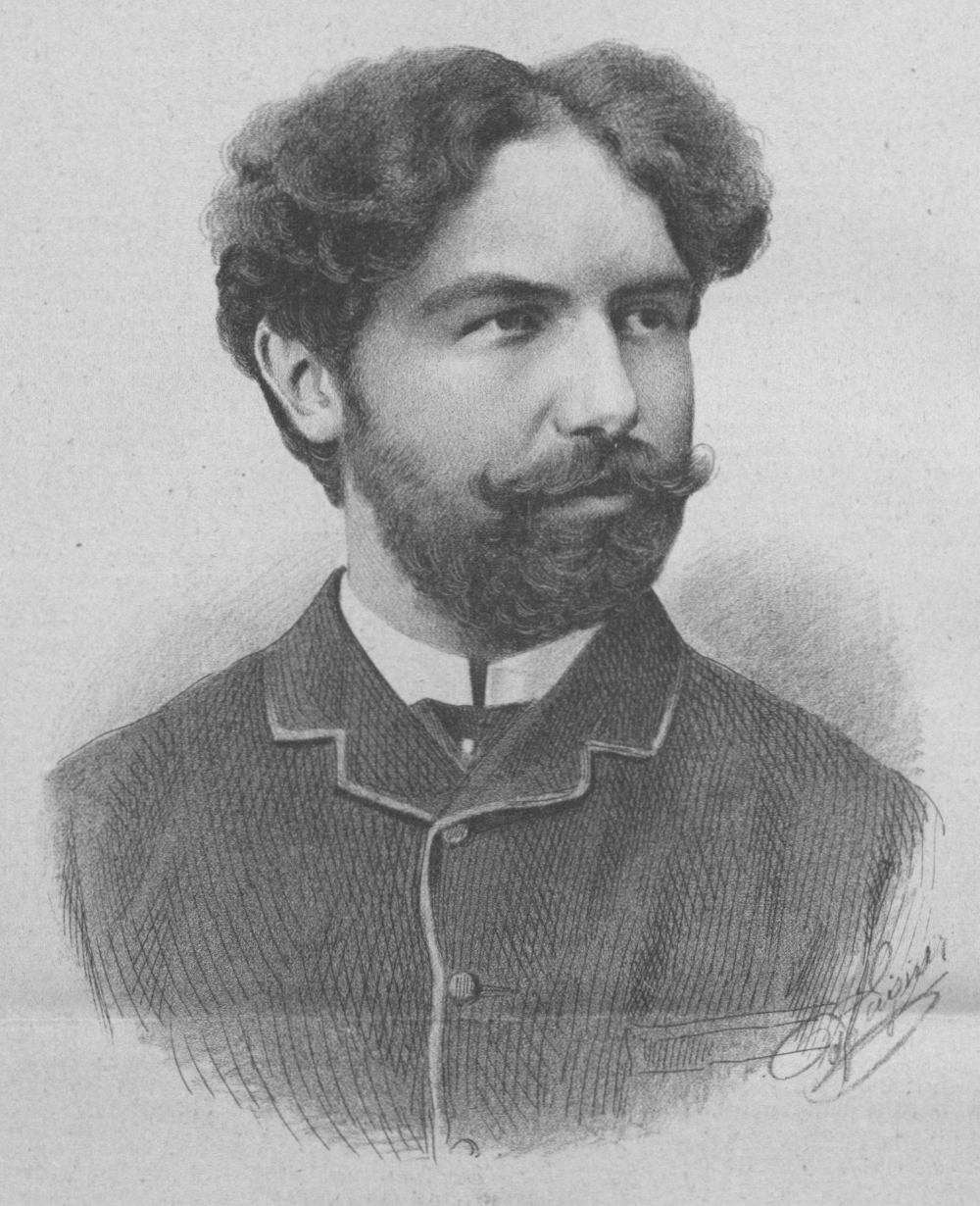
Der junge Stéphan Elmas im Februar 1887 in Wien (von Ignaz Eigner)

Stéphan Elmas (ursprünglich: Elmassian, * 24. Dezember 1864 in Smyrna, Osmanisches Reich; † 11. August 1937 in Genf) war ein Komponist und Pianist armenischer Herkunft.
Elmas studierte in Wien bei Anton Door Klavier und bei Franz Krenn Komposition. Er unternahm Konzertreisen als Pianist und ließ sich 1911 schließlich in Genf nieder. 1925 wurde er Ehrenbürger von Genf. 
Er komponierte vier Klavierkonzerte, ein Klavierquartett, vier Klaviersonaten und Salonstücke für das Klavier.